# Sydamerikas historia

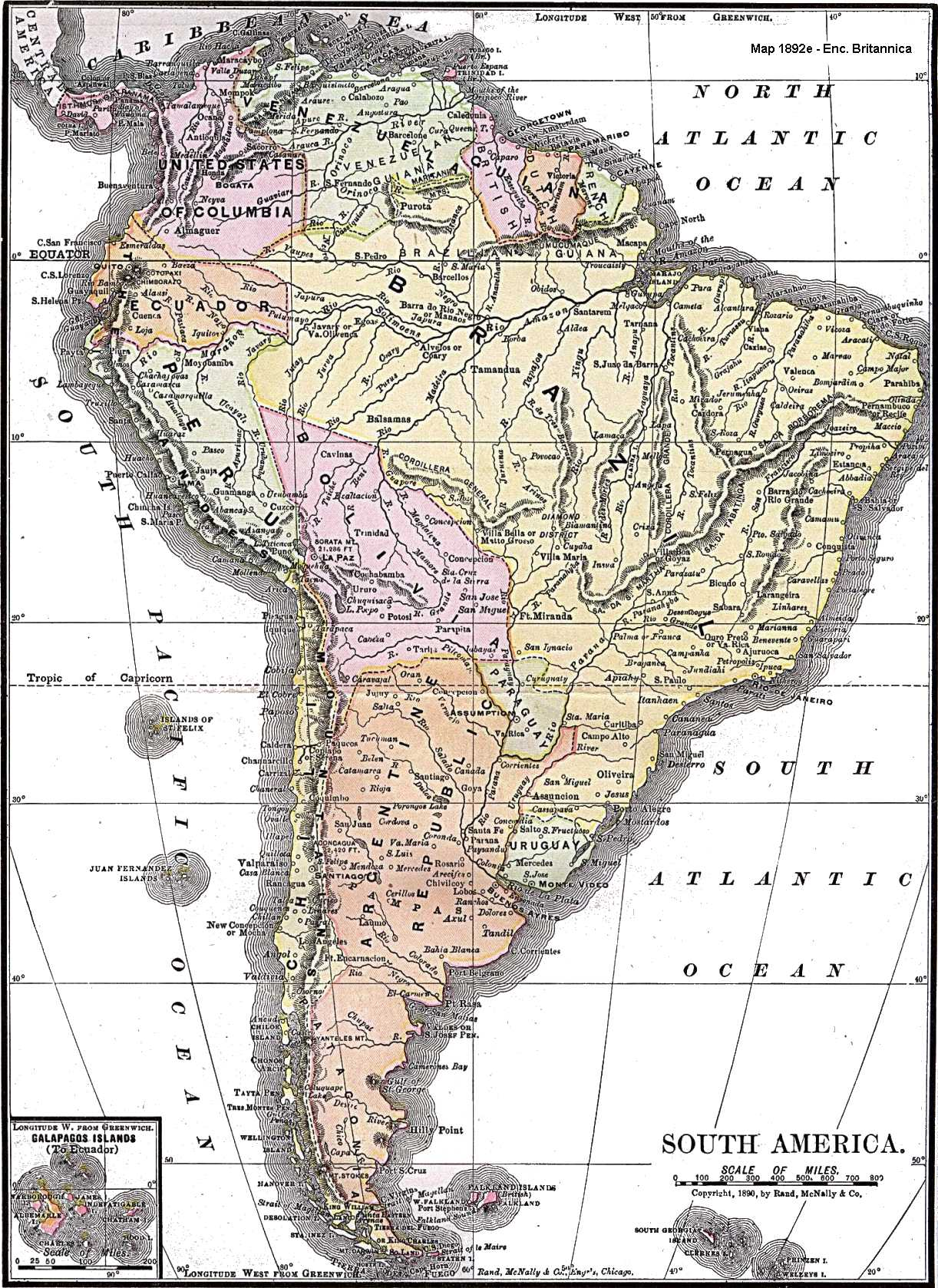
Karta över Sydamerika år 1892.

Denna artikel behandlar Sydamerikas historia.
Vid tiden för Columbus upptäckt av Nya världen saknade befolkningen på de två amerikanska kontinenterna skriftspråk. Man brukar därför räkna den historiska tiden i Nord- och Sydamerika från cirka år 1500. Tiden innan dess kallas den förhistoriska tiden (eller förcolumbiansk tid). Detta skall dock inte ses alltför strikt. Till exempel hade mayafolket ett utvecklat skriftspråk med glyfer, även deras matematik och astronomiska beräkningar var avancerade. Nästan allt av mayafolkets skrivna dokument förstördes av spanjorerna, kvar finns stenristningar och enstaka verk, till exempel Codex Madrid.

## Förhistoria
Sydamerika var troligen den sista världsdelen som befolkades med undantag för Antarktis. Amerika befolkades från Sibirien för minst 23 000 år sedan, och Sydamerika norrifrån genom Panamanäset. Man har uppskattat att människan nådde Kap Horn vid 11 000 f.Kr.

### Genetiska studier
Det här avsnittet är helt eller delvis baserat på material från  engelskspråkiga Wikipedia, Genetic history of Indigenous peoples of the Americas.
Genetiska studier från 2015 och 2016 av autosomalt DNA från ursprungsfolk i Amazonasregionen har bekräftat att huvuddelen av deras ursprung är från centrala Sibirien. Detta var uppblandat med ett svagt och mycket gammalt genetiskt spår av en okänd folkgrupp, kallad "population Y", som i Sydamerika enbart har återfunnits hos Tupiansktalande folk i Brasilien. Detta genetiska spår förekommer även hos Oceaniens aboriginer och Melanesiens urfolk, varför man först trodde att "population Y" hade sitt ursprung i dessa folk. Folken kan ha förgrenat sig för cirka 50 000[källa behövs] år sedan. Forskarna trodde att population Y var resultatet av en annan äldre hypotetisk grundbefolkning, ibland kallad paleoamerikaner, distinkt från den sibiriska invandringen. Två forskningsartiklar från 2021 avfärdade dock hypotesen om Paleoamerikaner. Författarna menade att Amerikas urfolk helt kan ha sitt ursprung i öst-eurasien. Även de gener som utmärker population Y kan ha uppstått där och spridits därifrån till aboriginska australiensare, papuaner och Amerika, men försvunnit helt bland dagens eurasier.

### Arkeologiska studier
De första grupperna människor som befolkade Sydamerika var samlare och jägare i grupper om kanske 20-30 individer. I Monte Verde, Chile har man hittat spår av 14500 år gamla bosättningar. I den peruanska orten Lauricocha i floden Marañóns källa har man hittat en grotta belägen på 4000 meters höjd över havet i vilken de äldsta fynden har daterats till mellan 6000 och 7000 år f.Kr. Till dalgången Callejón de Huaylas beräknar man att de första människorna kom 9700 f.Kr. Fynden i en grotta i närheten av Yungay visar att man bodde där endast en del av året och sökte sig periodvis till varmare trakter för att komplettera kosten med ätbara växter. 
I den peruanska dalgången Supe, 200 km norr om Lima, har man hittat vad som hittills räknas som den äldsta civilisationen i Nya världen. Den pre-keramiska kulturen i Caral har visat sig vara jämnårig med de egyptiska pyramiderna, cirka 3000 f.Kr. 
De tidigaste tecknen på jordbruk är från cirka 6500 f.Kr., då potatis, bönor och chilipeppar började odlas i Amazonasbäckenet. Maniok började odlas på 2000-talet f.Kr.. De första djuren som tämjdes var lamor och alpackor i Andernas högländer omkring 3500 f.Kr.. De användes både för transport och som mat, medan marsvin domesticerades som matkälla. Fiske blev under 2000-talet f.Kr en allt viktigare näringskälla för befolkningen längs kusterna. Jordbruket utvecklades också, konstbevattning började användas tillsammans med nya grödor som mjölmålla, majs och limaböna. Bomull odlades för tillverkning av kläder. Vid början av det första millenniet e.Kr. bodde det redan tiotals miljoner människor i Sydamerika.
Vid denna tid bildades de första permanenta bosättningarna. Bland de tidigaste indiansamhällena kan nämnas Chibchas i dagens Colombia, Quechuas i Peru och Aymaras i Bolivia. Det har troligtvis existerat någon form av handelskontakt med människor från Polynesien, eftersom sötpotatisen spred sig därifrån. Dessa människor har inte lämnat några kända genetiska spår i Sydamerikas befolkning, men däremot har man funnit sådana spår åt andra hållet, i och med att befolkningen på Påskön visat sig ha ett sydamerikanskt arv i sina gener som beräknas gå tillbaka till kontakter någon gång mellan 1300- och 1500-talen.

## Kolonisationens effekter
Från 1500-talet och framåt koloniserades och befolkades Sydamerika av vita européer och de afrikanska slavar som de förde med sig. Detta orsakade en demografisk katastrof med konflikter som kom att prägla hela den efterkoloniala tiden. En exploatering av befolkning och naturresurser i Sydamerika kom snabbt igång med början från 1530-talet. Den drevs av conquistadorerna, först de spanska och sedan de portugisiska. Dessa två nationer gjorde anspråk på det nya landet och dess resurser och delade upp det i kolonier.
Man har beräknat att före européernas ankomst i början av 1500-talet bodde det uppskattningsvis 30 miljoner människor i Sydamerika. De infödda hade inte någon motståndskraft mot de europeiska sjukdomar (smittkoppor, influensa, mässling och tyfus), som conquistadorerna förde med sig. Detta, tillsammans med ett ökänt feodalsystem kallat encomienda, ett grymt system med slavarbete på plantager och i gruvor, reducerade kraftigt den amerikanska ursprungsbefolkningen under den spanska överheten. För att ersätta den förlorade arbetskraften importerades därför slavar från Afrika. Efter cirka 200 år hade den ursprungliga befolkningen reducerats till 10-15 procent av den ursprungliga.
Under 1800-talet blev de flesta sydamerikanska länderna självständiga, men många av dem är fortfarande mycket unga demokratier.

## Den koloniala historien
Efter Columbus upptäckt av den Nya världen 1492, gav den spanska regeringen 1495 rätten till alla spanjorer att resa till Nya världen. En rad expeditioner följde sedan: Alonso de Ojeda nådde Surinam, Juan de la Cosa ritade den första kartan över Amerika, Amerigo Vespucci nådde Venezuela, som man namngav efter Venedig. Hojeda seglade runt Kuba och upptäckte då att det var en ö. Vincente Yañez Pinzon, tidigare befälhavare på Columbus tredje skepp Niña, upptäckte Amazonflodens mynning. 
Den mest betydande upptäckten var dock upptäckten av Söderhavet (landremsan man gick över var i väst-östlig riktning och havet låg där söderut vilket gav namnet). Upptäckten gjordes av Vasco Núñez de Balboa, född i Extremadura i Spanien (liksom Francisco Pizarro). Berättelser om ett stort hav på andra sidan näset hade nått spanjorerna, man hade också hört rykten om ett rikt guldland söderöver. När Balboas expedition nådde bergskedjans topp sprang Balboa före sina män, och kom därför att bli den förste europé som såg Stilla havet. Väl framme vid stranden sprang han sedan ut i vattnet och förklarade hela kusten från pol till pol för spansk besittning 1513.

### Brasilien
Portugisen Pedro Alvarez Cabral ledde Portugals andra expedition till Indien med Bartolomeu Diaz som biträdande befälhavare. Cabral avseglade från Portugal 9 mars 1500 med 13 fartyg och 1 200 män i besättning och trupper. Seglatsen gick först över till Brasilien, för att man sedan skulle kunna dra nytta av västliga vindar. Vid ankomsten till Brasilien gjorde Cabral för Portugals räkning anspråk på detta territorium.

### Uppdelningen mellan Spanien och Portugal
På Vespuccis uppmaningar gjordes försök att segla runt den nya kontinenten söderöver. Den som lyckades var Ferdinand Magellan, en portugis i spansk tjänst.
Ferdinand Magellans expedition nådde Sydamerikas stillahavskust söderifrån, efter att ha passerat vad som sedan dess kallas Magellans sund år 1520. Magellan döpte havet till Stilla havet (egentligen det fredliga havet, sp. El Pacifico). Magellan seglade norröver men tappade kontakten med kusten och fortsatte västerut.
Redan innan Magellan avseglade hade Spanien och Portugal i Tordesillasfördraget under överinseende av påven Alexander VI delat upp den okända delen av världen emellan sig längs meridianen som löper 370 sjömil väster om Kap Verde. Allt land väster om meridianen skulle tillhöra Spanien och det öster om den blev portugisiskt.

### Peru

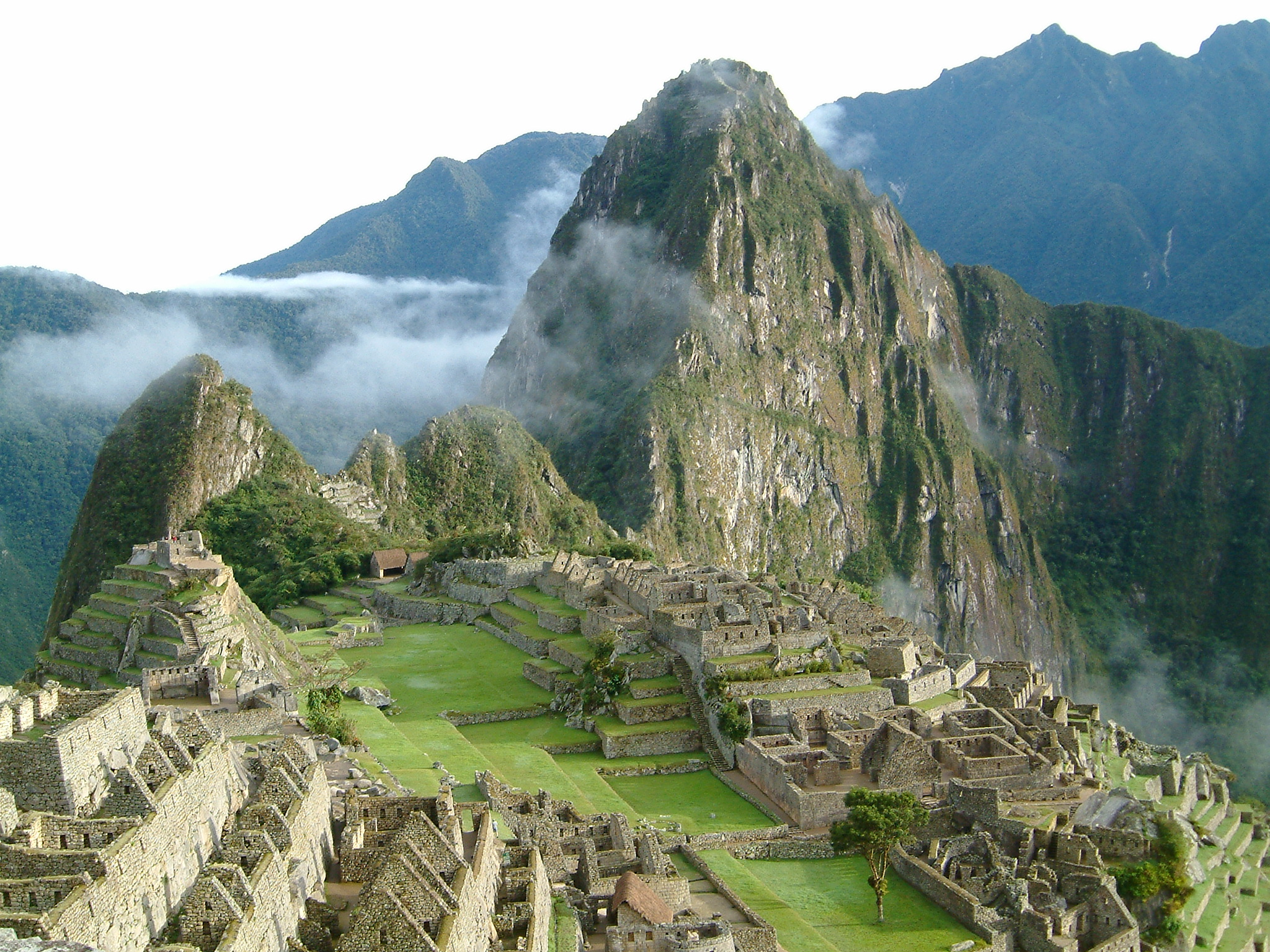
Machu Picchu, en av inkarikets städer.

Från Spanien reste en rad äventyrslystna så kallade conquistadorer, "erövrare", varav de mest berömda är Hernán Cortés (Mexiko) och Francisco Pizarro (Peru). Den sistnämnde fick upp ögonen för inkarikets skatter under 1527, och 5 år senare, den 16 november 1532 stod han i Cajamarca framför inkahärskaren Atahualpa tillsammans med sina 167 rustningsklädda och beväpnade män. Efter en kort strid som närmast kan kallas massaker med över 2000 stupade inkaindianer tillfångatogs härskaren av Pizarro. En enorm lösesumma i guld och silver begärdes senare och samlades också in av inkaindianerna, men Pizarro bestämde sig ändå för att efter en skenrättegång avrätta inkahärskaren. Den 26 juli 1533 dödades Atahualpa genom garrottering. Några månader senare erövrade Pizarro Inkarikets huvudstad Cusco. Två år senare grundade han Lima, som idag är Perus huvudstad. Peru blev därefter ett spanskt vicekonungarike fram till 1824. Det erövrade guldet smältes ned och skeppades över Atlanten till Europa, där det kom att användas för Spaniens utgifter för krigföringen i Europa.

### Chile
1540 bestämde sig Pedro de Valdivia att erövra Chile. Det var dock svårt att hitta intresserade till expeditionen. Med ett fåtal man gav han sig iväg. Han hade turen att längs vägen träffa på conquistadorer som misslyckats i Bolivias och slog följe med Valdiviva. Med 150 man kom han till Chile. I Copiapódalen tog han landet i besittning för spanska kronans räkning och kallade landet Nueva Extremadura efter sin hemprovins Extremadura. Han grundade den första staden Santiago del la Nueva Extremadura 12 februari 1541. Efter grundandet av Santiago delade kolonisterna upp land och indianer emellan sig.

## Självständighet

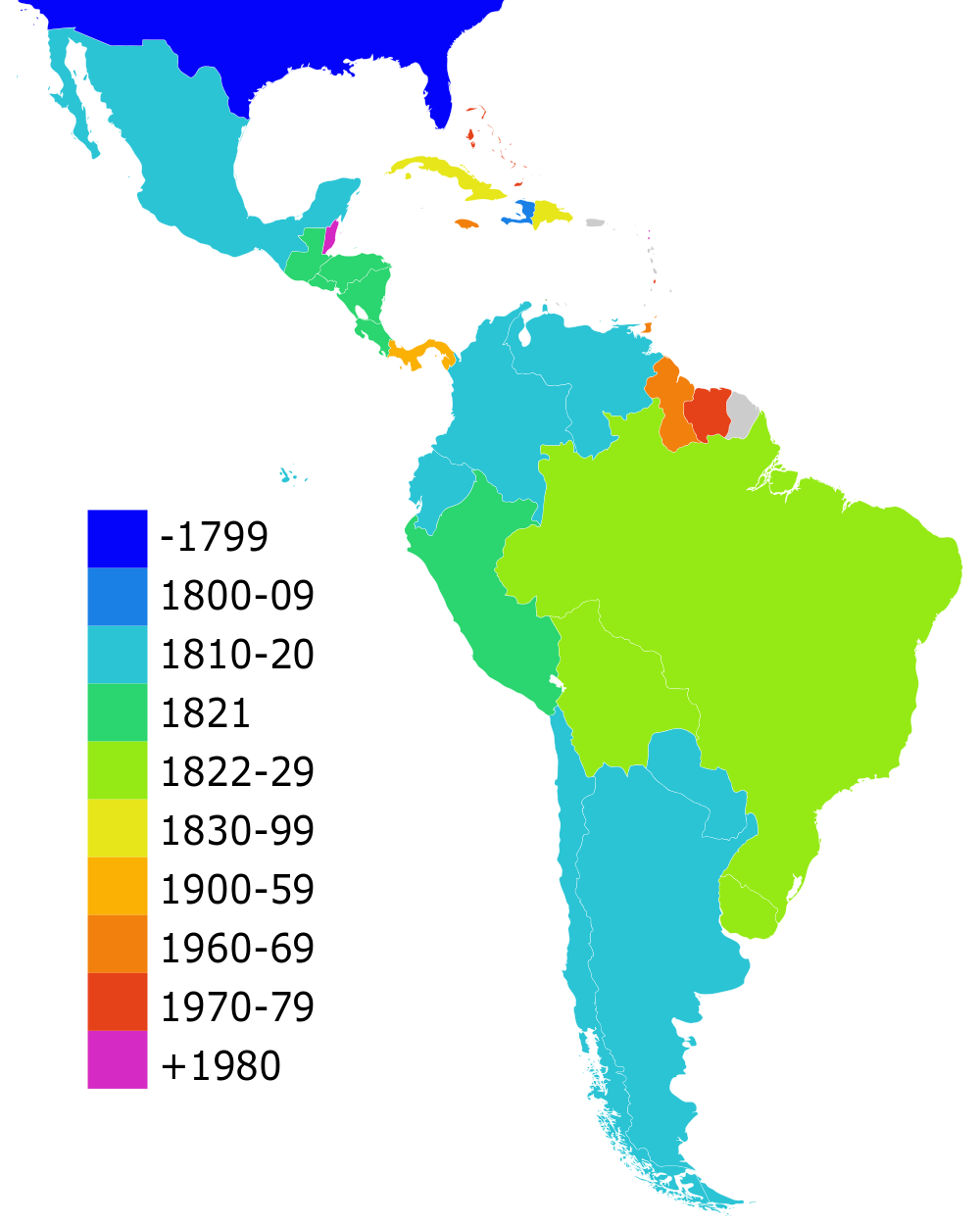
Nationer i Mellan- och Sydamerika samt deras självständighetsår.

I början av 1800-talet blev de flesta sydamerikanska länder självständiga. Två huvudrörelser för självständighet från den spanska kronan existerade sida vid sida, den södra, ledd av general José de San Martín, och den norra, under ledning av Simón Bolívar. Genom en serie krig mellan åren 1811 och 1825 kunde de spanska kolonierna frigöra sig från den spanska kronan. 1822 deklarerade portugisiska Brasilien sin självständighet, vilket också erkändes mot kompensation.
Trinidad och Tobago samt Guyana blev självständiga från Storbritannien först åren 1962 respektive 1966. Surinam var fram till 1975 kontrollerat av Nederländerna. Franska Guyana är fortfarande ett franskt "utomeuropeiskt departement". Argentinas anspråk på Falklandsöarna ledde till Falklandskriget 1982, efter kriget kvarstod dock öarna som brittiskt territorium.

## Modern historia
Sydamerika var den kontinent som påverkades minst av världskrigen. Istället gynnades ländernas ekonomi under tiden då deras export av kött och mineraler ökade till de inblandade länderna vilket gav ekonomin en uppsving. Däremot var den hårt drabbad av den stora depressionen på 1930-talet. Den moderna historien för Sydamerikas nationer präglas av inre motsättningar, både etniska och politiska, som resulterat i inbördeskrig, gerillarörelser och diktaturer. Kontinenten blev även ett slagfält under kalla kriget då både kommunister och USA-stödda militärdiktaturer kämpade om makten. Som följd av konflikterna och ekonomisk misskötsel förblev kontinenten fattig med en lägre ekonomisk tillväxt än Europa och Nordamerika, trots framsteg i början av 1900-talet. Efter demokratiseringar på 1980- och 1990-talen har de ekonomiska problemen till viss del kvarstått, medan delar av Asien haft en betydligt högre tillväxttakt. Ekonomiska kriser har kopplats till marknadsliberala ekonomiska system och som följd har många nationer de senaste åren tagit politiska kliv mot vänster.

## Enskilda länders historia
| Argentinas historia Bolivias historia Brasiliens historia | Chiles historia Colombias historia Ecuadors historia | Guyanas historia Paraguays historia Perus historia | Surinams historia Uruguays historia Venezuelas historia |